# 暗黑殺神
《暗黑殺神》（英語：Diablo）是一部2015年加拿大與美國合拍的心理驚悚西部電影，由勞倫斯·羅克執導和編劇。主演是史考特·伊斯威特、華頓·哥金斯、卡蜜拉·貝兒和丹尼·葛洛佛。本片是西部片偶像奇連·伊士活的兒子史考特·伊斯威特第一部演出的西部片。

## 演員
- 史考特·伊斯威特 飾 Jackson
- 華頓·哥金斯 飾 Ezra
- 卡蜜拉·貝兒 飾 Alexsandra
- 喬瑟·祖尼加（英语：José Zúñiga） 飾 Guillermo
- 丹尼·葛洛佛 飾 Benjamin Carver
- 內斯塔·庫珀（英语：Nesta Cooper） 飾 Rebecca Carver
- 亞當·貝奇（英语：Adam Beach） 飾 Nakoma
- Samuel Marty 飾 Ishani
- 喬昆迪·艾曼達 飾 Arturo
- 馬志 飾 Quok Mi
- Rohan Campbell 飾 Robert

## 外部連結
- 互联网电影数据库（IMDb）上《Diablo》的资料（英文）
- 爛番茄上《暗黑殺神》的資料（英文）